# 雞肉腸

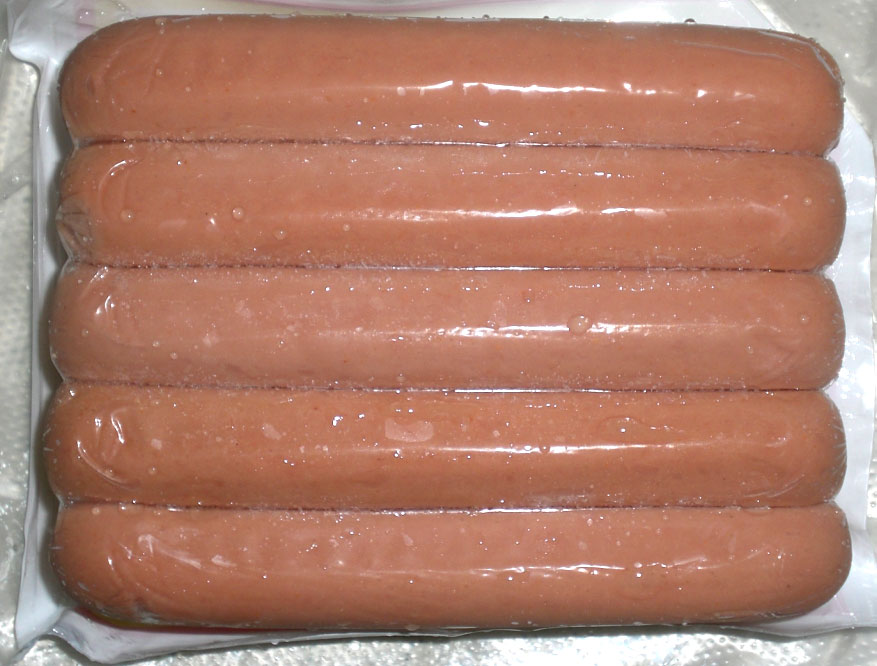
一包雞肉腸

雞肉腸（英語：Chicken Franks）是一種用雞肉製造的香腸，為常見的急凍肉類產品，也有製成罐頭發售，除可以單獨食用外，也可作為製作其他食品的配料。在香港一般稱為「腸仔」的香腸，所指的就是雞肉腸。

## 成分
市面售賣的雞肉腸因為要配合運輸及長期保存，所以大多加入食品添加劑。雞肉腸的主要成分是雞肉，雞肉會打成肉泥，拌入麵粉、澱粉及鹽，並加入味精。為穩定製成品的品質，還會加入乳化劑、抗氧化劑，並加入防腐劑以利保存。雞肉混入澱粉及添加劑製成的肉泥會擠壓成為長條狀加工成為雞肉腸。一般香腸通常都會擠入薄膜製成的腸衣，並與腸衣一起食用，而雞肉腸的製成品則大多沒有腸衣，所以雞肉腸的腸身一般都較其他種類的香腸柔軟。急凍包裝的雞肉腸常會以10條為一單位用塑料袋密封出售，這種包裝雞肉腸必須保持低溫冷藏，直至烹調前才進行解凍。

## 食用
雞肉腸可以經烹調後單獨食用，在香港是常見的燒烤食品，也可作為即食麵的佐料。雞肉腸可用於食品製作的材料，例如腸仔包就常以雞肉腸製作。

## 健康
雞肉腸是一種加工食品，在生產時也會加入多種食品添加劑，所以不是健康的食品，含鈉量及熱量皆高，而防腐劑的加入也會產生可引發癌症的亞硝酸鹽。

## 外部連結
维基共享资源上的相關多媒體資源：雞肉腸